# The Party at Kitty and Stud's
The Party at Kitty and Stud's (Bra/Prt: O garanhão italiano) é um filme pornográfico leve de 1970 dos Estados Unidos. É a primeira experiência de Sylvester Stallone como ator. Pagaram-lhe US$ 200 por cada dois dias de trabalho. Nenhuma penetração é mostrada no filme. Pelos padrões modernos esse filme dificilmente seria considerado pornográfico. O filme contém a frase: "algum dia irão te conhecer como o garanhão italiano". Depois do sucesso comercial que Stallone conseguiu com Rocky, o título original do filme foi mudado para O Garanhão Italiano nos Estados Unidos. 

## Sinopse
Kitty e Stud são namorados. Eles têm uma vida sexual bastante ativa, que inclui felação e sadomasoquismo. Certo dia, três mulheres chegam à casa deles para uma festa, e Stud as "serve", uma após a outra.

## Elenco
- Sylvester Stallone como Stud
- Henrietta Holm como Kitty
- Jodi Van Prang como Jodi
- Nicholas Warren como Nick
- Frank Micelli como Frank
- Barbara Strom como Barb
- Janet Banzet como Girl in Park (não creditado)

## Produção

### Desenvolvimento
Segundo Stallone, o filme foi financiado por "um grupo de advogados ricos, muito, muito sólidos". O ator disse em entrevistas que fez o filme em desespero depois de ser expulso de seu apartamento e ficar sem-teto por vários dias, dormindo em uma estação rodoviária de Nova York no meio do inverno. Nas palavras de Stallone: "Era fazer aquele filme ou roubar alguém porque eu estava no fim — no fim — da minha corda. Em vez de fazer algo desesperado, trabalhei dois dias por US$ 200 e saí da estação de ônibus".

## Lançamento
Em um prólogo incluído na versão relançada do Italian Stallion, e no trailer do filme, a diretora pornográfica Gail Palmer sentou-se ao lado de uma máquina de edição se dirigindo ao público e apresentou o filme como pornografia. A campanha de lançamento implicava que o filme original era pornografia pesada, mas que o material agora tinha sido editado em uma versão mais branda. No entanto, a verdade desta versão foi contestada repetidamente, notavelmente pelo jornal comercial AVN, que examinou uma impressão original, não encontrando nenhum vestígio de cenas pesadas. O "filme pornô de Sylvester Stallone" evoluiu ao longo dos anos para uma pequena lenda urbana. Em 2007, o filme foi lançado em DVD em uma versão supostamente hardcore, com o ator principal realizando penetrações sexuais reais. No entanto, as cenas hardcore nessa versão foram reveladas como inserções que não envolviam Stallone.

### Home media
O filme foi lançado em DVD nos Estados Unidos em julho de 2004 pela Ventura Distribution, e novamente em outubro de 2007 pela Cinema Epoch, ambos com licenças curtas da Bryanston Distributing Company. Bryanston possuía todos os direitos mundiais do título e também concedeu licenças curtas no exterior para vários territórios na época.
Cenas de The Party at Kitty and Stud's surgiram em uma versão alemã do filme hardcore de Roger Colmont, White Fire (1976), lançado em DVD sob licença pela Another World Entertainment em 2008.
As negociações prolongadas entre Bryanston e Metro-Goldwyn-Mayer para a venda de todos os direitos da imagem foram encerradas em junho de 2009, já que nenhuma das partes poderia chegar a um acordo sobre os termos financeiros. Os direitos mundiais do filme e os negativos originais de 35 mm foram leiloados no eBay por US$ 412 mil em novembro de 2010.

## Recepção

### Box office
Embora algumas fontes, incluindo o próprio Stallone, tenham declarado que The Party at Kitty and Stud's nunca foi lançado até seu sucesso em Rocky (1976), anúncios de jornais contemporâneos indicam que o filme foi exibido em cinemas adultos em pelo menos quatro dos Estados Unidos estados entre 1970 e 1972. Stallone afirmou que depois que Rocky se tornou um sucesso, os proprietários de The Party at Kitty and Stud's ofereceram a ele os direitos do filme por cerca de US$ 100 mil, a fim de evitar seu relançamento, mas o ator "não compraria por dois dólares".
Quando relançado como Italian Stallion, o filme foi distribuído nos cinemas por US$ 10 mil por noite, sobre o qual Stallone comentou: "Inferno, por US$ 10 mil esqueça o filme! Eu mesmo estarei lá!".